# Cascades Stoney Creek
Les cascades Stoney Creek són unes cascades del rierol Stoney, situades on l'aigua descendeix de l'altiplà Atherton fins a la plana costanera de Cairns, a Queensland (Austràlia).

## Localització i característiques
Protegides dins del Parc nacional Goles de Barron, les cascades es formen on el rierol Stoney comença a baixar cap al congost. Les cascades són molt conegudes gràcies al pont ferroviari corb que passa davant d'elles. Això dona als passatgers que viatgen a bord del Kuranda Scenic Railway i del The Savannahlander una excel·lent vista de les cascades a mesura que el seu tren travessa el rierol.